# DHCP
I computerterminologi er DHCP en forkortelse for Dynamic Host Configuration Protocol.
En DHCP-server i et LAN-datanet, giver dataterminaludstyr med en DHCP/BOOTP-klient alle de netværksoplysninger, der skal til for at de kan fungere korrekt. Netværksoplysningerne slås op på baggrund af klientens ethernet-adresse. Det er ofte et dynamisk system, så maskinen kan få nye informationer, hvis klienten har været lukket ned og startet forfra. Oplysningernes gyldighed er som regel tidsbegrænsede, så klienten med jævne mellemrum må kontakte serveren for at forny eksisterende data eller få nye.
DHCP er en del af Transmission Control Protocol/Internet Protocol (TCP/IP) protokolsuiten og sørger for at administrere og tildele IP-adresser til forskellige computere i et TCP/IP netværk.
En DHCP-server til IPv4 står og lytter på et lokalt netværk på UDP port 67 og sørger for at klienter på netværket får tildelt en korrekt ip adresse og den rigtige information om netværkstruktur, altså subnet og gateways således at klienten kan kommunikere med andre computere på netværket. Forløbet er som følger:
1. Klient starter op, altså maskinen tændes.
2. Netkortet undersøger om der er en DHCP server på netværket.
3. Netkortet spørger DHCP server: kan jeg få tildelt en IP adresse
4. DHCP server svarer og sender en IP adresse

## Lag placering i ISOs OSI-model
På OSI lag 7 (applikationslaget) serviceres DHCP-pakker af f.eks. dhcpd-server-dæmonen, derfor er DHCP en lag 7-protokol.
Protokollen kan under en DHCP-forhandling starte med ikke-routebare source (0.0.0.0) og destinations (255.255.255.255) ip-adresser i lag 3-headeren, men kan senere benytte routebare ip-adresser. Herudover indeholder DHCP-pakker også valide UDP-porte. DHCP-protokollen kan starte med at respektere lag 2-protokollen og kan ende med at bootstrappe sig til at respektere lag 3 (IPv4) og lag 4 UDP-protokollen.